# José António Mendes da Silva de Meirelles e Bragança
José António Mendes da Silva de Meireles e Bragança (Guimarães, 27 de Abril de 1781 - Guimarães, 21 de Janeiro de 1846) foi um fidalgo português, partidário do rei D. Miguel I e oficial do exército.

## Origens e Infância
José António de Bragança era originário de uma família nobre com raízes em Paredes e em Guimarães. O seu tio-avô Ventura Fernandes de Meireles havia sido Familiar do Santo Ofício e recebera uma carta de brasão de armas em 1748 (armas da Casa de Bragança com um filete negro em contra banda, por diferença). A família ocupara cargos na administração local e tinha parentescos com outras famílias nobres, a destacar os Araújo e Abreu da Silva e Figueiredo, da Casa do Cruzeiro (em Guimarães) e os Leite de Bragança de Faria Correia de Melo da Casa de Fundevila (em Felgueiras).
O seu pai, José António Mendes da Cunha e Silva, herdara a Casa de Portuzelo, em São Tomé de Abação, concelho de Guimarães e casara com D. Luísa Rosa de Meireles Nogueira Faião, senhora descendente de D. Teodósio, 5º Duque de Bragança. O casal tivera oito filhos, dos quais José António de Bragança era o sexto (e o primeiro varão a sobreviver até à idade adulta). Teve uma educação conservadora, que o levaria a aderir ao ideal miguelista e desde cedo foi destinado para o serviço militar. Foi feito Cavaleiro da Ordem de Cristo por carta de Dom João VI.

## Carreira e Envolvimento na Causa Miguelista
A 10 de Maio de 1817 foi nomeado Sargento-Mor por morte de Francisco José Fernandes da Silva, pouco tempo depois sendo promovido a Major de Ordenanças.
Fundou o Batalhão dos Voluntário Realistas de Guimarães e foi instrumental na supressão das revoltas liberais do Porto. Por este motivo, por decreto de 23 de Março de 1829, foi-lhe atribuída a Medalha de Ouro da Real Efígie d'El Rei Dom Miguel I. Manteve uma relação próxima com o seu primo José Leite de Bragança de Faria Correia de Melo, Fidalgo de Casa Real e Sargento-Mor do Concelho de Felgueiras, que também era apoiante de Dom Miguel.
Foi vereador da Câmara de Guimarães, tendo contribuído para diversas obras públicas.

## Testamento e Sucessão
José António de Bragança não teve filhos legítimos do seu casamento, tendo deixado testamento redigido pelo tabelião Francisco José da Silva Basto, datado de 27 de Julho de 1844. Neste deixava como sua herdeira universal sua irmã, Luísa Rosa Mendes da Silva de Meireles e Bragança, então casada com João José de Azevedo e Costa, senhor da Quinta do Loureiro. A Casa de Portuzelo constituía património vinculado em morgadio. Seria esta senhora que mais tarde viria a construir a Capela da Casa, um belo exemplar do barroco português. Sobre a porta mandou colocar o brasão de armas dos Meireles e Bragança. Os seus descendentes herdaram a Casa de Portuzelo e a Quinta do Loureiro.